# Marques Rebelo

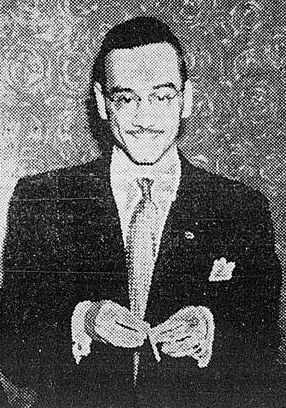
Marques Rebelo, 1943

Marques Rebelo, eigentlich Edi Dias da Cruz, (* 6. Januar 1907 in Vila Isabel bei Rio de Janeiro; † 26. August 1973 in Rio de Janeiro) war ein brasilianischer Schriftsteller.
Rebelo, auch in der älteren Schreibung Rebêlo, war als Geschäftsmann und Journalist tätig. Er war Mitglied der Academia Brasileira de Letras, Sitz 9. Als Schriftsteller veröffentlichte er Erzählungen und Romane. Als sein Opus magnum gilt die Trilogie O Espelho Partido, sein Band mit Erzählungen Oscarina und der verfilmte Roman A Estrela Sobe. 1960 wurde er für O trapicheiro und 1963 für A mudança jeweils mit dem Prêmio Jabuti ausgezeichnet.

## Werke (Auswahl)
- Oscarina, 1931.
- Três caminhos, 1933.
- Marafa, 1935.
- A estrela sobe, 1939.
- Stela me abriu a porta, 1942.
- Vida e obra de Manuel Antônio de Almeida, 1943.
- Cenas da vida brasileira, 1943.
- Bibliografia de Manuel Antônio de Almeida, 1951.
- Cortina de ferro, 1956.
- Correio europeu, 1959.
- O Trapicheiro, 1959.
- A mudança, 1962.
- O simples Coronel Madureira, 1967.
- Antologia Escolar Brasileira, 1967.
- Brasil, Terra & Alma: Guanabara, 1967.
- A Guerra está entre nós, 1968.
- Antologia Escolar Portuguesa, 1970.